# Конвеєрно-стругова установка

Конвеєрно-стругова установка.JPG

Конвеєрно-стругова установка (рос. конвейерно-струговая установка, англ. multi-point attack assembly; нім. Hobelförderbandanlage f, Hobelaggregat m, Multihobelanlage f) — виймально-доставна машина фронтальної дії з різально-транспортуючим виконавчим органом. Останній призначений для відбійки та доставки вугілля по лаві і являє собою каретки з різцями, які в процесі цих операцій рухаються по напрямній шарнірній балці за допомогою замкненого ланцюга. Конвеєрно-стругова установка самостійно не застосовується, а працює як виймальна машина, наприклад, в агрегатах при відпрацюванні крутих (40-90о) пластів потужністю 0,7-1,3 м.